# Urogastrone
L'urogastrone (chiamato anche antelone U, nepidermina o fattore di crescita epidermico - EGF) è un polipeptide secreto dalle ghiandole salivari e dalle ghiandole duodenali di Brunner.
La molecola è stata isolata dalle urine umane, ma è ottenibile anche da quelle di altri mammiferi, oltre che dal siero, dalla saliva e dal succo gastrico. Ne sono state identificate due forme: la beta e la gamma.

Il beta-urogastrone è costituito da 53 aminoacidi e contiene tre legami disolfuro.

Il gamma-urogastrone si distingue dalla forma beta in quanto è privo del residuo addizionale di arginina terminale.
La forma beta sembra essere identica al fattore di crescita epidermico (EGF, epidermal growth factor) per cui i due termini sono sinonimi in letteratura. Molte similarità di sequenza aminoacidica sono state rilevate tra l'urogastrone, l'inibitore della secrezione di tripsina pancreatica umana ed altre sostanze membri della famiglia di secretine degli ormoni gastrointestinali, in particolare il peptide inibitorio gastrico.

## Farmacodinamica
L'esatto ruolo fisiologico dell'EGF è ancora oggetto di studio. È certo però che il polipeptide favorisce l'ispessimento cutaneo (è infatti un potente agente mitogenico per un'ampia varietà di cellule e tessuti di origine ectodermica e mesodermica quali cheratinociti, fibroblasti e cellule epiteliali), la proliferazione delle cellule nel tratto gastrointestinale, la formazione dei vasi sanguigni, e possiede effetti sul sistema immunitario ed endocrino. Inibisce inoltre la secrezione acida gastrica.

## Usi clinici
Per la citata azione sulla secrezione acida da parte dello stomaco l'urogastrone è stato impiegato nel trattamento dell'ulcera peptica e nella sindrome di Zollinger-Ellison, ma la sua rapida degradazione gastrica ne ha limitato l'uso.

Il farmaco è stato anche impiegato nelle enterocoliti necrotizzanti e nella atrofia congenita dei microvilli.
Il farmaco è stato studiato per un suo possibile impiego come crema cicatrizzante nelle ferite. In uno studio l'efficacia di una crema a base di sulfadiazina d'argento e EGF è stata confrontata con quella di una crema contenente solo il primo componente su dodici pazienti che avevano subíto innesto cutaneo in due siti differenti: l'applicazione della crema composta ha permesso una riduzione di 1,5 giorni per il raggiungimento della guarigione completa della ferita. Tuttavia su questo aspetto in letteratura esistono ancora dati contrastanti.

## Effetti collaterali e indesiderati
In coloro che utilizzano nepidermina possono verificarsi disturbi da ipersensibilità ed in particolare prurito, rash cutaneo, orticaria, dermatite da contatto, eczema.

## Controindicazioni
Il farmaco è controindicato in caso di sanguinamento attivo, ipertensione arteriosa grave scarsamente controllata, disturbi della coagulazione del sangue e in donne in stato di gravidanza o che allattano al seno.

## Dosi terapeutiche
Nei pazienti in trattamento per ulcera duodenale o per la sindrome di Zollinger-Ellison si ricorre alla somministrazione per infusione endovenosa lenta (durata di somministrazione di almeno un'ora) di 250 ng di farmaco per kg di peso corporeo.
In genere si riscontra una buona remissione del dolore già a distanza di 30-60 minuti dall'inizio dell'infusione.

In un neonato la somministrazione di 100 ng/kg/ora per infusione endovenosa ha comportato un parziale successo nel trattamento dell'atrofia microvillica ed è risultata apparentemente di beneficio nella cura dell'enterite necrotizzante.

## Avvertenze
Il composto deve essere utilizzato con cautela nei pazienti affetti da insufficienza epatica e renale e deficit da glucosio-6-fosfato deidrogenasi.
Quando il composto viene utilizzato localmente la zona di applicazione non deve essere esposta alla luce diretta del sole, in quanto ciò potrebbe alterare il farmaco.